# Innocenty (Leofierow)
Innocenty, imię świeckie Iwan Michajłowicz Leofierow (ur. 16 sierpnia?/28 sierpnia 1890 w guberni wołogodzkiej, zm. 6 września 1971) – rosyjski biskup prawosławny.

## Życiorys
Był synem protoprezbitera służącej w eparchii wołogodzkiej. W 1911 ukończył seminarium duchowne w Wołogdzie, po czym podjął pracę psalmisty cerkwi Matki Bożej w Wołogdzie. 6 sierpnia 1912 został wyświęcony na kapłana i skierowany do pracy duszpasterskiej w cerkwi we wsi Sustino, gdzie był również szkolnym katechetą. Trzy lata później przeniesiony do analogicznych zadań we wsi Stiepurino. Po wybuchu I wojny światowej do 1917 był kapelanem wojskowym. Następnie wrócił do poprzedniej parafii.
W 1922 poparł ruch Żywej Cerkwi. Tam też otrzymał godność protoprezbitera i został pełnomocnikiem Synodu Żywej Cerkwi na obszarze eparchii tambowskiej. Przed 1943 złożył akt pokutny i został ponownie przyjęty w skład duchowieństwa Rosyjskiego Kościoła Prawosławnego. Od grudnia 1943 był proboszczem parafii Opieki Matki Bożej w Tambowie. Od lutego 1944 był ponadto sekretarzem arcybiskupa tambowskiego Łukasza. Następnie wstąpił jako posłusznik do Ławry Poczajowskiej i tam 16 kwietnia 1944 złożył wieczyste śluby mnisze, przyjmując imię Innocenty. Natychmiast po tym wydarzeniu wyznaczono go na p.o. przełożonego Ławry, zaś w 1951 na stałe powierzono mu tę funkcję.
13 grudnia 1953 miała miejsce jego chirotonia na biskupa kirowohradzkiego i nikołajewskiego. Ceremonia odbyła się w Kijowie z udziałem konsekratorów: metropolity kijowskiego i halickiego Jana, biskupów ufimskiego i stierlitamackiego Hilariona, mukaczewskiego i użhorodzkiego Hilariona, sumskiego i achtyrskiego Eustratego oraz humańskiego Nestora. Po pięciu latach został przeniesiony na katedrę ałmacką i kazachstańską, otrzymując równocześnie godność arcybiskupią. W sierpniu 1960 odszedł w stan spoczynku, jednak w listopadzie tego samego roku wyznaczono go na ordynariusza eparchii kalinińskiej i kaszyńskiej. Urząd sprawował do swojej śmierci w 1971.